# Tošiie Maeda
Tošiie Maeda (japonsky 前田利家, Maeda Tošiie; 15. ledna 1539 – 27. dubna 1599) byl jeden z předních generálů Nobunagy Ody v období Sengoku v 16. století, které přešlo do období Azuči-Momojama. Jeho otcem byl Tošimasa Maeda. Byl čtvrtým ze sedmi bratrů. Jeho dětské jméno bylo „Inučijo“ (犬千代). Jeho preferovanou zbraní bylo jari a byl známý jako „Jari no Mataza“ (槍の又左), Matazaemon (又左衛門) bylo jeho obecné jméno. Nejvyšší hodností na dvoře, které dosáhl, byla velký rádce Dainagon (大納言).

## Raná léta
Tošiie se narodil v provincii Owari jako čtvrtý syn Tošimasy Maedy, který vlastnil hrad Arako. Tošiie sloužil Nobunagovi Odovi od dětství (nejprve jako páže) a jeho věrnost byla odměněna tím, že se stal hlavou klanu Maeda, což je velmi neobvyklé pro čtvrtého syna bez zjevné chyby jeho starších bratrů. Stejně jako Nobunaga, i Tošiie byl delikvent, který se obvykle oblékal výstředně ve stylu kabukimono. Předpokládá se, že v mládí byli přátelé s Tokičirem Kinošitou (pozdější Hidejoši Tojotomi). Stejně jako Hidejoši byl známý jako Saru (猴), neboli „opičák“ a věří se, že Tošiie byl nazýván Nobunagou Inu (犬), neboli „pes“. Vzhledem k přesvědčení, že psi a opice nejsou k sobě nikdy přátelští, Tošiie je často líčen jako rezervovaný a vážný na rozdíl od Hidejošiho upovídanosti a bezstarostné povahy.

## Vojenský život

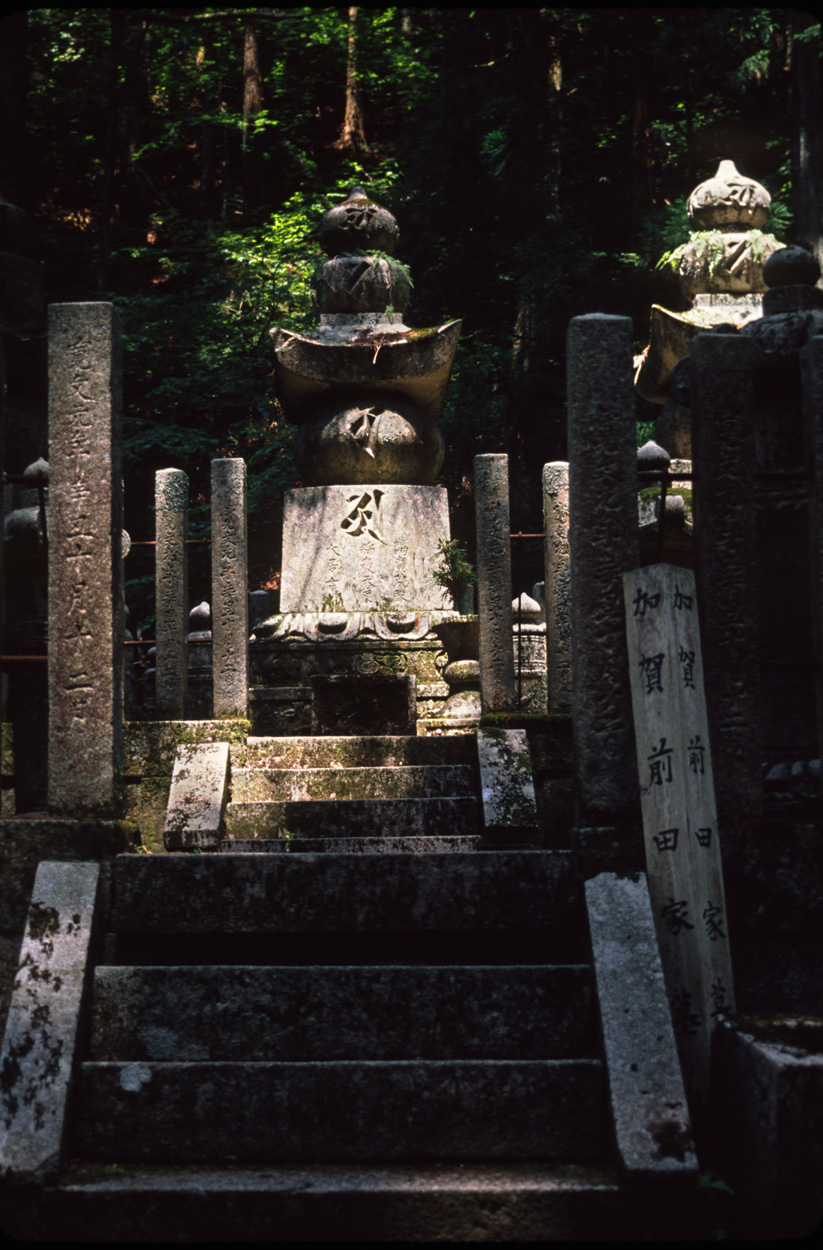
Hrobka klanu Maeda na hoře Koja

Tošiie začal svou vojenskou kariéru jako člen akahoro-šú (赤母衣衆), jednotky pod osobním velením Nobunagy Ody. Později se stal kapitánem pěchoty (ašigaru taišó 足軽大将) v Odově armádě. Během své vojenské kariéry se Tošiie seznámil z mnoha významnými osobnostmi, jako byli Hidejoši Tojotomi, Narimasa Sassa, Micuhide Akeči, Ukon Takajama a další. Také si udělal několik nepřátel a rivalů jako byl Micuhide, který zavraždil Nobunagu; Tošiie byl také celoživotním rivalem Iejasua Tokugawy. Po porážce klanu Asakura bojoval Maeda pod Kacuie Šibatou v oblasti Hokuriku. Nakonec mu bylo uděleno léno (han) – panství Kaga, které zahrnovalo provincie Noto a Kaga. I přes svou malou velikost byla Kaga vysoce produktivní provincií, která se nakonec vyvinula v nejbohatší han období Edo s čistým jměním ve výši 1 milion koku (百万石) ; proto se jí říkalo Kaga Hjaku-man-goku (加賀百万石).
Tošiie profitoval ze základu své družiny, kterou tvořili velmi schopní hlavní vazalové. Někteří z nich, jako například Nagajori Murai a Nagatomi Okumura, byli dlouhodobými vazaly Maedy.
Po zavraždění Nobunagy v Honnó-dži (本能寺) Micuhide Akečim a po následné Micuhideho porážce, Hidejošim bojoval proti Hidejošimu pod vedením Šibaty v bitvě u Šizugatake. Po porážce Šibaty pracoval Tošiie pro Hidejošiho a stal se jedním z jeho předních generálů. V té době, o něco později, byl nucen bojovat proti jinému svému příteli, Narimasovi Sassa. Narimasa byl ve velké přesile a byl poražen Tošiiem – bylo to velké vítězství Maedy v bitvě u hradu Suemori. Před svou smrtí v roce 1598 ho Hidejoši jmenoval do Rady pěti starších, aby podporoval Hidejoriho Tojotomiho, dokud nebude mít věk na to, aby převzal vládu do svých rukou. Ale sám Tošiie byl nemocný a mohl podporovat Hidejoriho pouze rok, dokud sám nezemřel.
Následníkem Tošiieho se stal jeho syn Tošinaga.

## Rodina

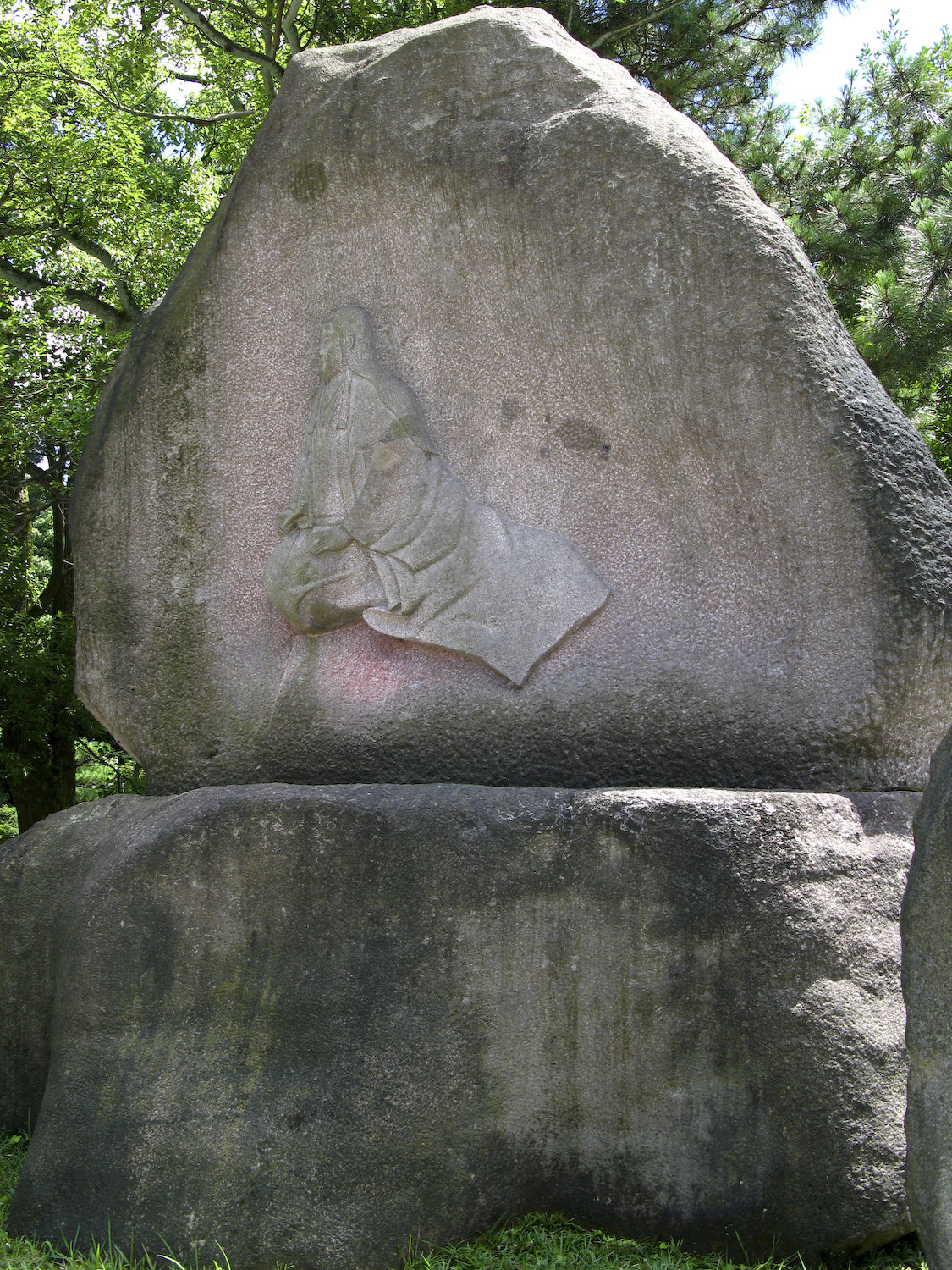
Macu je znázorněna na rytině v svatyni Ojama v Kanazawě

Tošiieho manželka, Macu Maeda, byla slavná svým vlastním způsobem. Se silnou vůli, už od dětství, byla zběhlá v bojových uměních a byla Tošiiemu užitečná při cestě k úspěchu. Po smrti svého manžela, Macu – známá jako buddhistická jeptiška pod jménem Hošun-in, zajistila bezpečnost klanu Maeda po roce 1600 tak, že se dobrovolně stala rukojmím v Edu, hlavním městě nového šóguna Iejasua Tokugawy, jehož nenáviděla celý život, když ho pozorovala, jak s jejím manželem a Hidejošim soupeřili o moc.
Tošiie a Macu měli značný počet dětí. Jejich synové Tošinaga, Tošimasa, Tošicune, Tošitaka a Tošitojo se stali daimjóy. Jejich dcery se vdaly do prestižních rodin; nejstarší Kó se provdala za Nagatane Maedu, vzdáleného příbuzného Tošiieho, který se stal hlavním vazalem v Kage; Ma’a byla konkubínou Hidejošiho Tojotomiho, Gó byla adoptována Hidejošim a stala se manželkou Hideie Ukity, a Čise, která byla nejprve vdaná za Tadataku Hosokawu, syna Tadaokiho Hosokawy, byla později vdána za syna Nagajoriho Murie, Nagacugu.